# Escadron international
L'Escadron international était un escadron naval formé par un certain nombre de grandes puissances au début de 1897, juste avant le début de la guerre gréco-turque de 1897, pour intervenir dans une rébellion grecque en Crète contre l'Empire ottoman. Des navires de guerre de l'Autriche-Hongrie, de la France, de l'Empire allemand, du royaume d'Italie, de l'Empire russe et du Royaume-Uni composaient l'escadron, qui a opéré dans les eaux crétoises de février 1897 à décembre 1898.
Le plus ancien amiral de chaque pays présent au large de la Crète devient membre d'un "Conseil des amiraux" - également appelé "Conseil international" - chargé de gérer les affaires de la Crète, un rôle que les amiraux jouent jusqu'en décembre 1898. L'amiral le plus ancien parmi ceux qui se trouvaient dans les eaux crétoises était à la fois le commandant général de l'escadron international et le président du conseil. Au départ, c'est le vice-amiral  italien Felice Napoleone Canevaro (1838-1926) qui remplit ces fonctions. Lorsque Canevaro quitte l'Escadron international à la mi-1898, le contre-amiral français Édouard Pottier (1839-1903) lui succède comme commandant général de l'escadron et président du conseil.
Au cours de ses opérations, l'escadron a bombardé la Crète, débarqué des marins et des marines sur l'île, bloqué la Crète et certains ports grecs, et soutenu les forces d'occupation internationales sur l'île. Après que l'Autriche-Hongrie et l'Allemagne se sont retirées de l'escadron, les quatre autres puissances ont poursuivi ses opérations. Après que l'escadron ait mis fin aux combats en Crète, ses amiraux ont tenté de négocier un accord de paix, décidant finalement qu'un nouvel État crétois devait être établi sur l'île sous la suzeraineté de l'Empire ottoman. L'escadron a terminé son travail en novembre et décembre 1898 en retirant toutes les forces ottomanes de l'île et en transportant le prince George de Grèce et du Danemark (1869-1957) en Crète pour qu'il serve de haut commissaire du nouvel État crétois, mettant ainsi fin à la domination directe de l'Empire ottoman sur l'île.

## Contexte
En 1896, les Grandes Puissances ont incité l'Empire ottoman à accepter d'instituer des réformes dans l'administration de l'île de Crète - que les Ottomans contrôlaient depuis 1669 - afin de protéger les intérêts de la population chrétienne de l'île, avec laquelle de nombreuses personnes en Grèce sympathisaient. Les Ottomans n'ayant pas donné suite aux réformes et ayant massacré les habitants chrétiens de Canea (Chania), en Crète, les 23 et 24 janvier 1897, une révolte a éclaté le 25 janvier 1897 parmi les chrétiens crétois dans le but de forcer l'union de la Crète avec la Grèce. Avec le soutien des troupes de l'armée grecque déployées sur l'île et des navires de guerre de la marine grecque opérant le long de ses côtes, les insurgés ont envahi une grande partie de la campagne. Les troupes ottomanes ont généralement gardé le contrôle des grandes villes de Crète et des avant-postes isolés disséminés sur l'île,,.
Soucieux de forcer les Ottomans à respecter l'accord sur la mise en place des réformes promises en 1896 et d'éviter qu'une guerre générale n'éclate entre la Grèce et l'Empire ottoman, dont ils craignaient qu'elle ne conduise à une inévitable défaite grecque et ne s'étende pour devenir une guerre générale en Europe, six grandes puissances - l'Autriche-Hongrie, la France, l'Empire allemand, le royaume d'Italie, l'Empire russe et le Royaume-Uni - ont décidé d'intervenir dans la révolte afin de s'assurer que les réformes seraient mises en place. Elles font pression sur les Ottomans pour qu'ils ne renforcent pas leurs garnisons en Crète ; en échange, elles prennent la responsabilité de la sécurité générale des garnisons ottomanes déjà présentes sur l'île.

## Formation de l'escadron

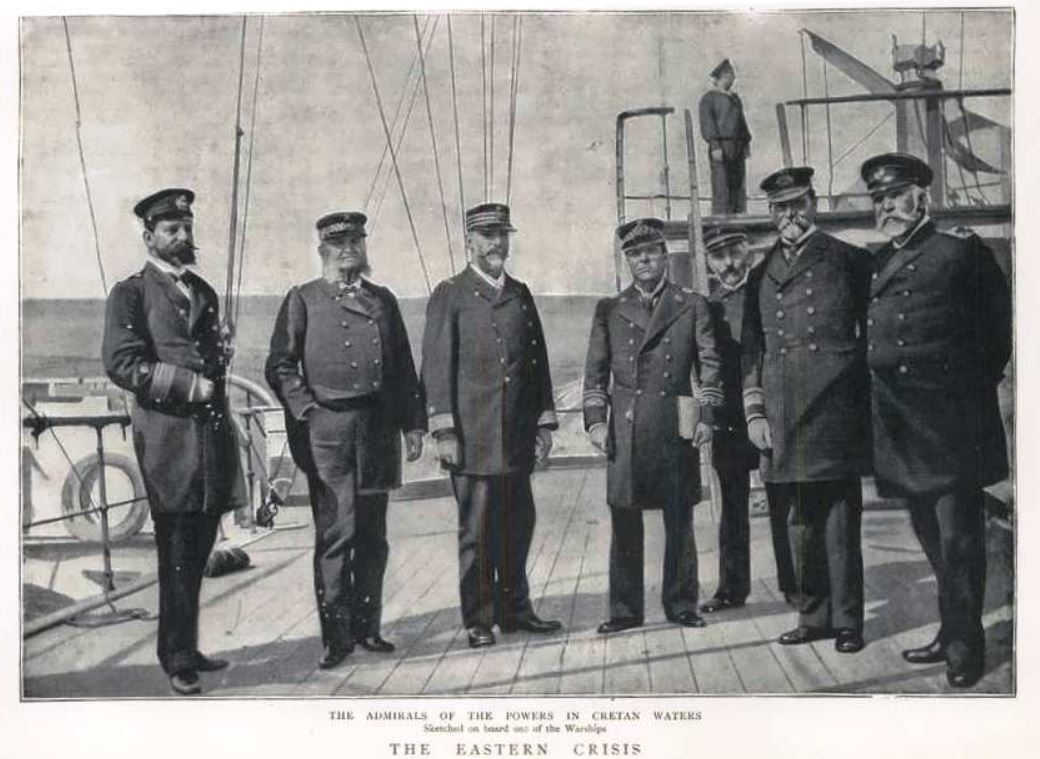
"Les amiraux des puissances dans les eaux crétoises" (Croquis tiré de Noir et Blanc, 10 avril 1897).

Dès mai 1896, le cuirassé britannique HMS Hood et une canonnière française étaient arrivés dans les eaux crétoises pour protéger les intérêts et les citoyens de leur pays face aux troubles en Crète, et lorsque de grandes émeutes ont éclaté à Candia (aujourd'hui Héraklion) le 6 février 1897, les hommes du navire de guerre britannique en station, le cuirassé HMS Barfleur, sont intervenus pour maîtriser la situation et protéger les sujets britanniques en les faisant monter à bord de Barfleur. Avec la détérioration rapide de la situation sur l'île au début de 1897, des navires de la marine austro-hongroise, de la marine française, de la marine royale italienne (Regia Marina), de la marine impériale russe et de la marine royale britannique (Royal Navy) sont tous arrivés dans les eaux crétoises au début du mois de février 1897 dans le cadre d'une démonstration de puissance navale visant à démontrer l'engagement des grandes puissances à mettre fin aux combats en Crète et à conclure un accord qui protégerait les chrétiens de l'île sans la séparer de l'Empire ottoman. Les premiers navires de guerre britanniques à rejoindre le Barfleur - menés par les cuirassés HMS Revenge, navire-amiral du contre-amiral Robert Harris, et le HMS Rodney, - sont arrivés le 9 février 1897; le 13 février, des navires de guerre austro-hongrois, français, italiens et russes avaient jeté l'ancre au large de la Crète et l'Allemagne s'était engagée à y établir une présence navale. Ancrant dans le port de Canea (aujourd'hui La Canée), les escadrons se sont rapidement regroupés pour former l'Escadron international, et les amiraux commandant les divers contingents nationaux ont commencé à travailler ensemble pour régler les problèmes de l'île,.

## Opérations

### Actions précoces

#### Intervention de la Grèce
Pendant que les six puissances négociaient sur les mesures supplémentaires à prendre par leurs forces navales au large de la Crète, la Grèce est intervenue pour soutenir les insurgés chrétiens crétois. Le cuirassé Hydra de la marine grecque est arrivé au large de la Crète au début de février 1897, nominalement pour protéger les intérêts et les citoyens grecs en Crète, et le 12 février, une escadre de la marine grecque composée du sloop-of-war à vapeur Sphacteria et de quatre torpilleurs sous le commandement du Prince George de Grèce et du Danemark (1869-1957) est arrivée à Canea avec l'ordre de soutenir l'insurrection crétoise et de harceler la navigation ottomane. Les amiraux de l'Escadron international ont informé le Prince George qu'ils utiliseraient la force si nécessaire pour empêcher toute action agressive de la Grèce en Crète et dans les environs, et l'escadron du Prince George a quitté les eaux crétoises le 13 février pour retourner en Grèce,. Le jour du départ de l'escadron du Prince George, les amiraux ont reçu un rapport selon lequel des navires de guerre grecs avaient poursuivi et tiré sur un navire à vapeur ottoman au large de la Crète, et ils ont informé le commandant de la marine grecque qu'ils ne permettraient pas aux navires grecs de tirer sur les navires ottomans dans les eaux de l'île. Cependant, la situation continue de s'aggraver le 14 février, lorsqu'un corps expéditionnaire de l'armée grecque commandé par le colonel Timoléon Vássos (1836-1929), composé de deux bataillons d'infanterie de l'armée grecque - environ 1 500 hommes - et de deux batteries d'artillerie, débarque à Platanias, à l'ouest de Canea ; Vassos déclare que ses troupes sont venues occuper la Crète au nom du roi de Grèce et proclame unilatéralement l'annexion de la Crète par la Grèce. Cela incite le vali (gouverneur) ottoman de l'île, George Berovich (également connu sous le nom de « Berovich Pasha ») (1845-1897), à fuir vers Trieste le 14 février à bord du cuirassé russe Imperator Nikolai I,.

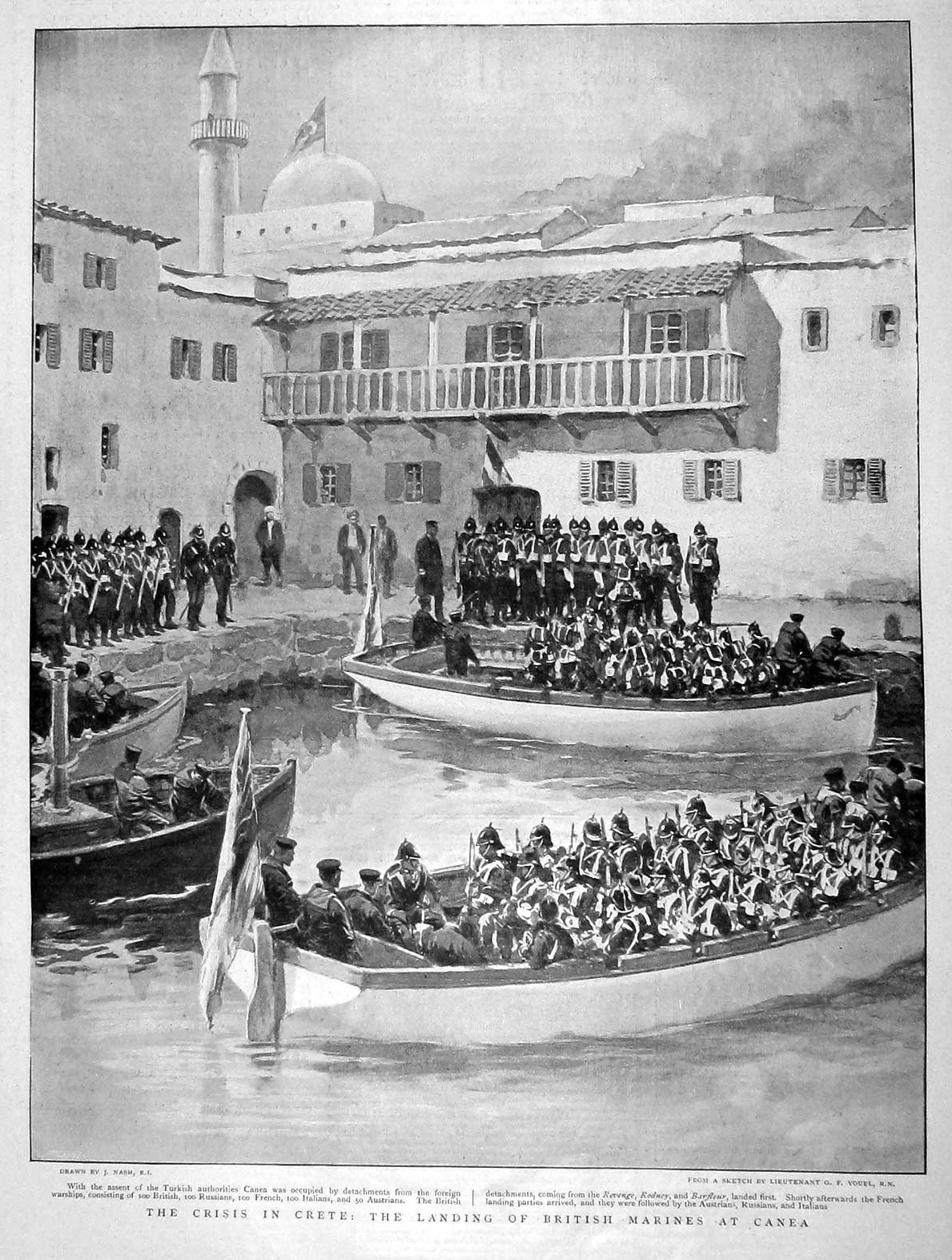
Illustration des Royal Marines débarquant à Canea le 15 février 1897 (Illustration tirée de The Graphic, 6 mars 1897)..

La déclaration de Vassos était un défi direct à l'Empire ottoman et aux Grandes Puissances, et le départ de Berovich laissait la Crète sans autorité civile opérationnelle. Pour faire face à ces deux problèmes, l'Escadron international a mené sa première action directe le 15 février 1897 en débarquant 450 marins et marines - 100 de France, d'Italie, de Russie et du Royaume-Uni et 50 d'Autriche-Hongrie - des navires de guerre ancrés dans le port de Canea et en hissant les drapeaux des six Grandes Puissances au-dessus de Canea. C'est ainsi que débute l'occupation internationale de la Crète et le rôle des amiraux de l'Escadron international dans la gestion des affaires de l'île par le biais du Conseil des amiraux,. Lorsque le premier navire de guerre de la marine impériale allemande, le croiseur protégé SMS Kaiserin Augusta, arrive au large de la Crète le 21 février, il renforce la force d'occupation de l'Escadron international en débarquant 50 hommes supplémentaires. Le vice-amiral italien Felice Napoleone Canevaro, présent sur les lieux à la tête d'une escadre de la Regia Marina composée des cuirassés Sicilia (son navire-amiral) et Re Umberto, du croiseur protégé Vesuvio et du croiseur lance-torpilles Euridice, devient donc le commandant de l'escadre internationale le 16 ou le 17 février (les sources varient) ;) Il devient également président du Conseil des amiraux. L'Escadron international a ordonné à Timoléon Vássos de ne pas s'approcher à moins de 6 kilomètres de Canea, mais il a commencé des opérations destinées à capturer la ville, ce qui a conduit à un affrontement le 19 février 1897 au cours duquel son expédition a vaincu une force ottomane de 4 000 hommes dans la bataille de Livadeia. L'Escadron international exigea que Vassos cesse ses opérations contre Canea et captura plusieurs navires de ravitaillement envoyés pour l'approvisionner,.

#### Les bombardements de février
Alors que les troupes de Vassos avançaient sur Canea par l'ouest, les insurgés crétois armés de l'artillerie fournie par l'armée grecque avançaient sur Canea depuis la direction d'Akrotiri à l'est et prenaient le contrôle des hauteurs à l'est de Canea. Les forces insurgées - parmi lesquelles se trouvait Eleftherios Venizelos (1864-1936), futur premier ministre grec - ont menacé de bombarder Canea et ont mené des attaques infructueuses contre la ville les 13 et 14 février que les troupes ottomanes et les irréguliers musulmans Bachi-bouzouk ont repoussées. Le 21 février 1897, les insurgés ont hissé un drapeau grec sur leur position. Lorsqu'ils ont ignoré l'ordre donné par l'escadron international ce jour-là de retirer le drapeau, de se dissoudre et de se disperser, le vice-amiral Canevaro a ordonné à l'escadron de bombarder leurs positions, le premier usage direct de la force de l'escadron,. Bien que les navires français et italiens présents n'aient pas pu participer en raison d'autres navires masquant leurs tirs, le cuirassé britannique HMS Revenge et les canonnières-torpilleurs HMS Dryad et HMS Harrier, le cuirassé russe Imperator Aleksandr II, le croiseur blindé austro-hongrois SMS Kaiserin und Königin Maria Theresia, et le croiseur protégé allemand Kaiserin Augusta, récemment arrivé, ont bombardé les positions des insurgés, le Revenge ayant le mérite d'avoir tiré trois obus de 6 pouces (152 mm) sur la ferme servant de base d'opérations aux insurgés. Le bombardement - qui, selon les insurgés, a comporté jusqu'à 100 tirs - a incité les insurgés à décrocher le drapeau grec, et les navires de guerre ont cessé le feu après cinq à dix minutes. Les insurgés se sont retirés sans bombarder Canea, faisant trois morts et un certain nombre de blessés,. L'insurgé Spiros Kayales est devenu un héros crétois lorsqu'il a saisi le drapeau grec, après que les tirs de l'Escadron international l'ont fait tomber deux fois, et l'a brandi lui-même. La légende crétoise veut que la bravoure de Kayales ait tellement impressionné les marins de l'Escadron international et des navires grecs au large que des acclamations éclatèrent à bord des navires de guerre français, grecs et italiens ancrés dans le port; que Canevaro, voyant Kayales brandir le drapeau malgré les obus qui éclataient autour de lui, ordonna aux navires de cesser le feu ; et que le Conseil des amiraux décida que la Crète devait avoir un gouvernement autonome sur la base des actions de Kayales. En fait, les navires les plus proches étaient à 4 300 mètres des positions des insurgés, trop loin pour que ces derniers puissent entendre les acclamations qu'ils rapportaient des navires de guerre, et la décision finale du Conseil des amiraux que la Crète devrait avoir une autonomie était basée sur la politique internationale, les intérêts de leurs gouvernements, et l'état des négociations avec les insurgés crétois et les forces ottomanes sur l'île plutôt que sur la bravoure d'un Crétois en particulier. Néanmoins, les Crétois ont célébré l'héroïsme de Kayales chaque année le 9 février (la date de l'incident selon le calendrier julien alors en vigueur en Crète, qui au XIXe siècle avait douze jours de retard sur le calendrier grégorien moderne),,,. Malgré son succès d'un point de vue militaire, le " bombardement d'Akrotiri " et la légende de Spyros Kayales ont eu des effets délétères sur les objectifs des Grandes Puissances en Crète en enflammant davantage les passions nationalistes des insurgés crétois et en induisant en erreur les musulmans de l'île en leur faisant croire que l'Escadron international opérait pour les soutenir plutôt que pour empêcher les actions de combat de l'un ou l'autre camp.

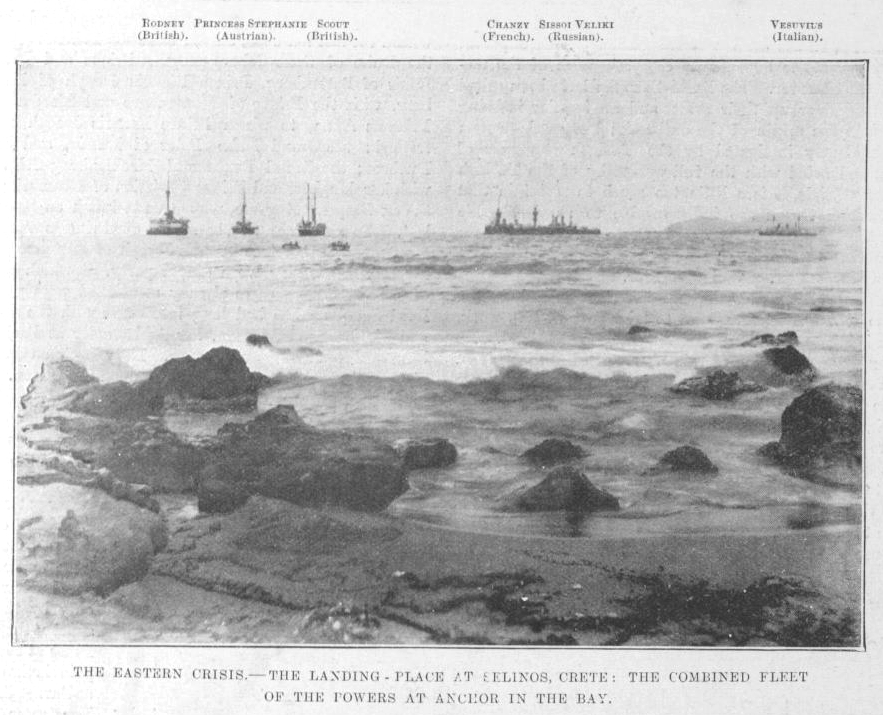
Navires de l'Escadron international ancrés au large de Selino Kastelli, en Crète, lors du soutien de l'expédition à Kandanos. De gauche à droite : Le cuirassé britannique, le cuirassé austro-hongrois, le croiseur torpilleur britannique, le croiseur blindé français Chanzy, le cuirassé russe Sissoi Veliky et le croiseur protégé italien Vesuvio.

La plus grande menace pour Canea semblant venir de l'est, l'escadron international concentre le 26 février la plupart de ses navires dans la baie de Souda, à l'est de Canea, où ils peuvent tirer sur les forces insurgées qui tiennent la péninsule d'Akrotiri. Les hommes à terre de l'escadron ont également commencé à patrouiller pour maintenir ouverte la route pavée entre Canea et Souda. Le 28 février 1897, les forces insurgées ont monté leur première attaque contre le blockhaus d'Aptera, tenu par les Ottomans, sur le mont Malaxa qui surplombe la baie de Souda; le blockhaus soutenait la forteresse d'Izzeddin, qui commandait à son tour la route. Après avoir reçu la permission des amiraux de l'Escadron international de bombarder les insurgés, le cuirassé de la marine ottomane Mukaddeme-i Hayir a tiré trois salves, dont la première était particulièrement précise, et ses tirs ont nettoyé les collines autour du blockhaus des insurgés,.

#### Expédition de Kandanos
Au milieu des rapports sur les massacres de musulmans par des insurgés chrétiens en Crète, l'inquiétude grandit quant à la sécurité de la garnison ottomane et des habitants musulmans de Kandanos. Des navires de l'escadron international, dont le cuirassé britannique HMS Rodney  (avec à son bord le consul britannique à Canea, Alfred Biliotti (1833-1915)), arrivent au large de Selino Kastelli (aujourd'hui Palaiochora) dans le sud-ouest de la Crète le 5 mars 1897. Le 6 mars, une force de débarquement internationale composée de 200 Royal Marines et marins britanniques, de 100 hommes de navires de guerre austro-hongrois et français, de 75 russes et de 50 marins italiens, sous le commandement général du captain John Harvey Rainier du Rodney, débarque et entame une expédition vers Kandanos, s'arrêtant à Spaniakos pendant la nuit et arrivant à Kandanos le 7 mars. L'expédition a quitté Kandanos pour le voyage de retour le 8 mars, emportant avec elle 1 570 civils et 340 soldats ottomans de Kandanos et faisant une pause dans la journée pour prendre 112 autres troupes ottomanes dans un fort à Spaniakos. S'arrêtant pour la nuit à Selino Kasteli, l'expédition subit le feu des insurgés chrétiens qui assiègent deux petites redoutes ottomanes à l'extérieur du village, mais un canon de campagne russe les repousse. L'expédition a relevé l'une des redoutes pendant la nuit. Le matin du 9 mars, les insurgés chrétiens ont à nouveau ouvert le feu, mais l'artillerie de l'expédition à terre et les tirs des navires de guerre de l'Escadron international dans la baie les ont réduits au silence. L'expédition a ensuite monté une charge à la baïonnette qui a libéré la deuxième redoute ottomane, et le corps expéditionnaire ainsi que les soldats ottomans et les civils musulmans qu'il avait secourus ont été évacués par mer. L'expédition n'a subi aucune perte parmi son personnel européen ou les soldats ottomans qu'elle a secourus, et seul un civil musulman a été blessé au cours de cette opération de quatre jours. Les insurgés chrétiens ont perdu quatre tués et 16 blessés,,,.

#### L'explosion du Sissoi Veliky
Une tragédie a frappé l'Escadron international le 15 mars 1897 lorsque le cuirassé russe Sissoi Veliky a subi une explosion dans sa tourelle de canon arrière de 12 pouces (305 mm) une heure après le début d'un exercice de tir de routine au large de la Crète. L'explosion a soufflé le toit de la tourelle au-dessus du grand mât ; elle a frappé la base du mât de misaine et a écrasé un cotre à vapeur et un canon de 37 millimètres. L'explosion - qui s'est produite après que l'équipage de la tourelle ait désactivé un mécanisme de sécurité défectueux, permettant à l'un des canons de faire feu avant que sa culasse ne soit correctement fermée - a tué 16 hommes sur le coup et en a blessé 15, dont six sont morts plus tard de leurs blessures,. Le Sissoi Veliky s'est rendu à Toulon, en France, pour des réparations,,.

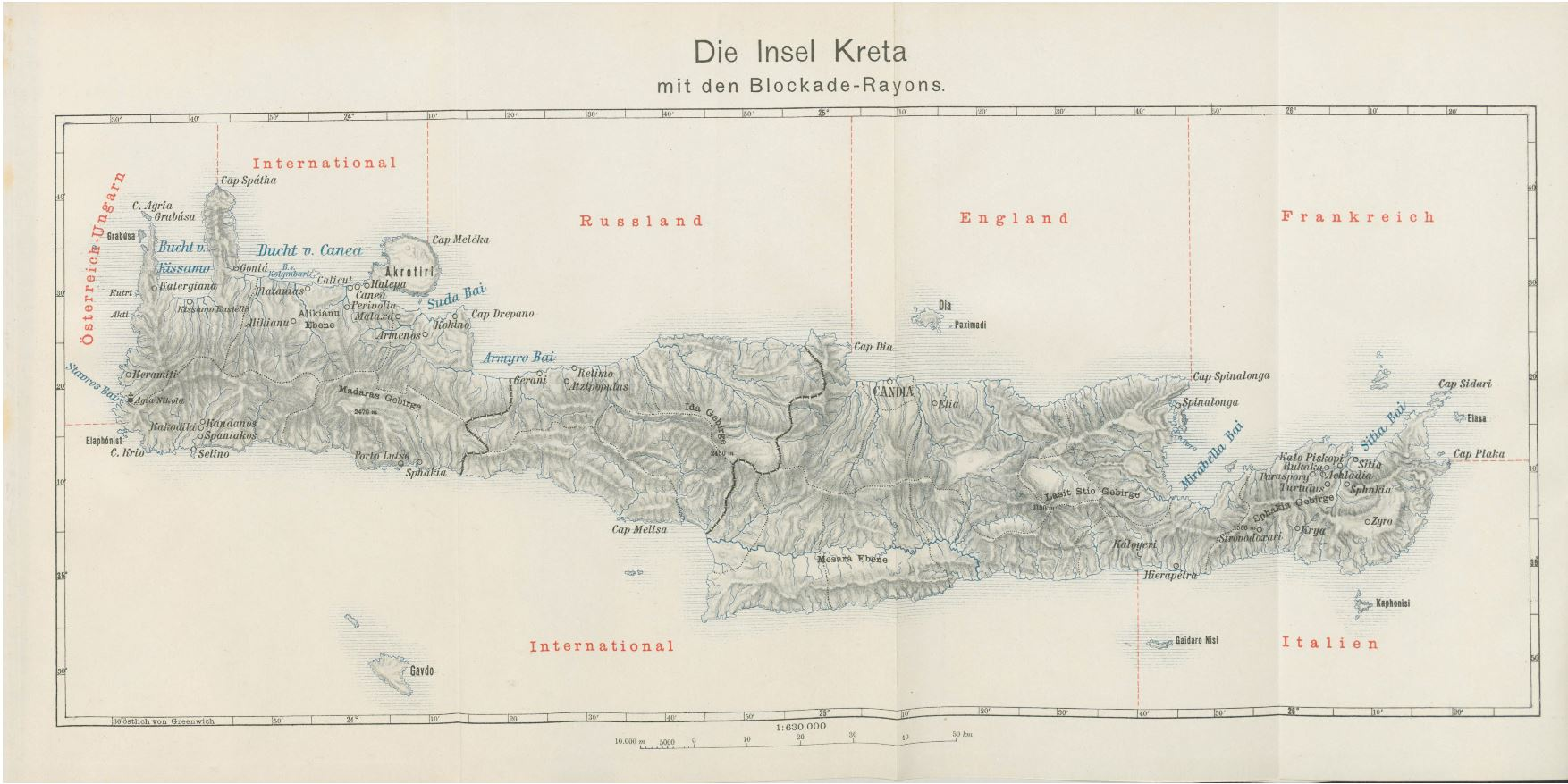
Une carte austro-hongroise de 1897 des zones de blocus de l'Escadron international.

#### Blocus et occupation
Le 17 mars 1897, le croiseur torpilleur austro-hongrois SMS Sebenico, qui patrouillait pour empêcher les renforts et le ravitaillement grecs d'atteindre la Crète, intercepta une goélette grecque chargée d'une cargaison de munitions et habitée par des insurgés crétois au large du cap Dia, en Crète. Il s'ensuit un échange de coups de feu au cours duquel le Sebenico coule la goélette. L'équipage de la goélette n'a subi aucune perte et a nagé jusqu'au rivage en Crète.
Entre-temps, les puissances avaient demandé au Conseil des amiraux d'élaborer un plan coercitif pour obliger la Grèce à retirer ses forces de Crète. Le plan des amiraux, annoncé le 18 mars 1897, comportait deux parties. La première était l'institution d'un blocus de la Crète et des principaux ports grecs, n'autorisant aucun navire grec à faire escale dans les ports de Crète et ne permettant aux navires d'autres nationalités de décharger leurs cargaisons que dans les ports crétois occupés par les forces de l'Escadron international; ce blocus est entré en vigueur le 21 mars 1897. L'Autriche-Hongrie a assumé la responsabilité du blocus de la côte occidentale et de l'extrême nord-ouest de la Crète, la Russie pour une grande partie de la portion occidentale de la côte centrale nord, le Royaume-Uni pour la portion orientale de la côte centrale nord, la France pour la côte nord-est et l'Italie pour la côte sud-est, tandis que le blocus d'une portion de la côte nord-ouest et de la majeure partie de la côte sud était une responsabilité internationale partagée. L'autre partie du plan prévoyait la division de la Crète en cinq secteurs d'occupation, chacune des six puissances envoyant sur l'île un bataillon de troupes de son armée pour décharger les marins de l'Escadron international des tâches d'occupation à terre. L'Allemagne, qui avait de plus en plus de sympathie pour l'Empire ottoman et s'opposait aux limites de la coercition de la Grèce recommandées par l'Escadron international, refusa d'envoyer des troupes, limitant sa contribution à un navire (d'abord le Kaiserin Augusta, relayé plus tard par le SMS Oldenburg, navire de défense côtière à coque de fer) et aux marines que le navire mettait à terre. Cependant, des troupes de l'armée austro-hongroise, de l'armée britannique, de l'armée française, de l'armée italienne et de l'armée russe impériale ont commencé à débarquer en Crète pour assumer des fonctions d'occupation fin mars et début avril 1897. Au début du mois d'avril, environ 2 500 soldats des cinq armées étaient à terre. Les troupes à terre étaient placées sous le commandement général du Conseil des amiraux, qui avait donné pour instruction au major général de l'armée britannique Herbert Chermside (1850-1929), commandant général des forces d'occupation à terre, de ne baser aucune de ses troupes au-delà de la portée des canons de l'escadron international.

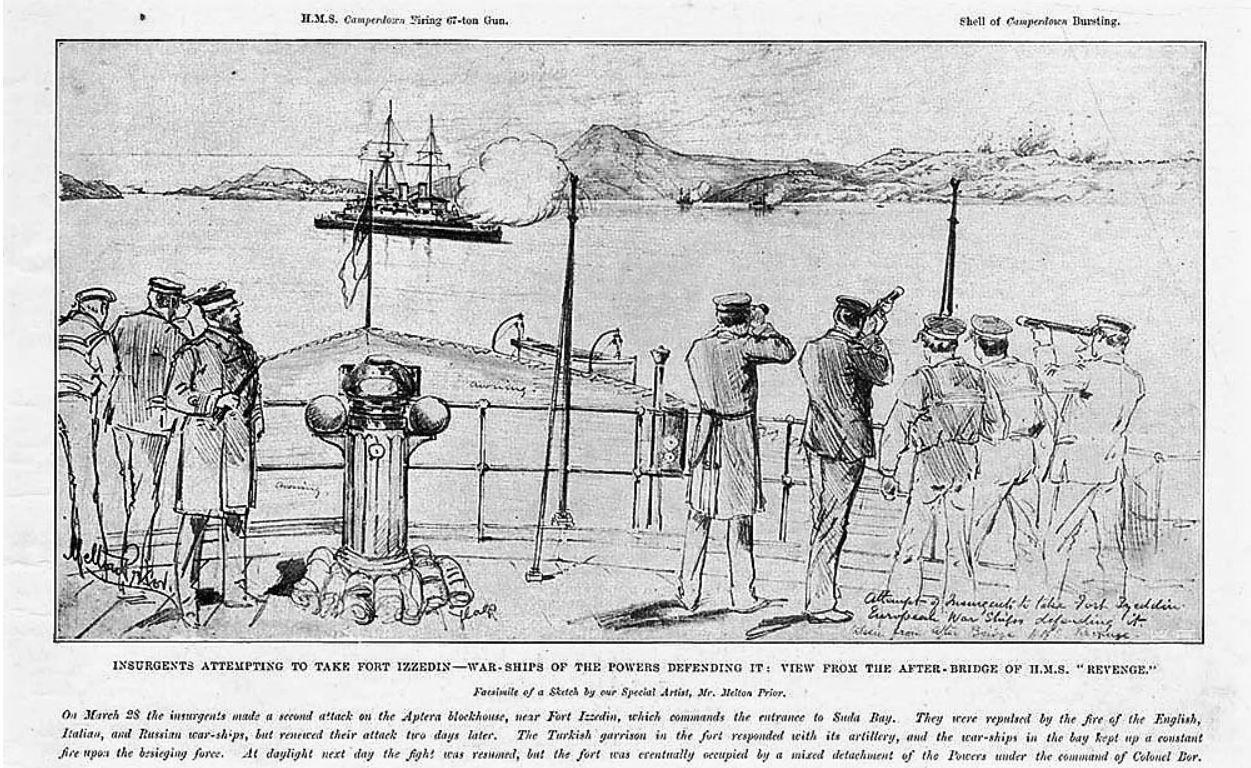
Dessin du tirant avec ses canons de 13.5 pouces (343 mm) sur les insurgés qui attaquaient la Forteresse d'Izzeddin, vu du.

#### Les bombardements de mars
Au moment où les soldats européens commencent à arriver en Crète, les insurgés renouvellent leur attaque contre le blockhaus d'Aptera et s'en emparent le 25 mars 1897 malgré les bombardements des navires de guerre ottomans dans la baie de Souda. Immédiatement après la prise du blockhaus par les insurgés, les petits navires de guerre de l'Escadron international ont tiré une centaine d'obus qui sont tombés sur le blockhaus et autour de celui-ci, dont un obus lourd du croiseur protégé italien Giovanni Bausan qui a pénétré les murs du blockhaus et a explosé à l'intérieur, chassant les insurgés. Certains des obus ont endommagé les villages de Maláxa et de Kontópoula,,. Les 26 et 27 mars, le cuirassé britannique HMS Camperdown, utilisant ses canons pour la première fois de son histoire, a ouvert le feu à une distance de 4 600 mètres - y compris quatre obus de 567 kg de son canon de 13,5 pouces (343 mm) - sur les insurgés qui assiégeaient la forteresse d'Izzeddin elle-même près de l'entrée de la baie de Souda, forçant les insurgés à abandonner leur siège,,,. Un contingent de Royal Marines du cuirassé britannique Revenge a ensuite débarqué et pris le contrôle du fort,.

#### Autres actions
Pendant que les soldats de la force internationale débarquaient pour prendre en charge les responsabilités d'occupation des marins et des fusiliers marins de l'Escadron international, ce dernier continuait à faire face aux menaces des insurgés à terre tout en ajoutant le soutien de ces troupes à ses responsabilités sur et autour de l'île. Au cours du mois de mars, les fusiliers marins français ont débarqué en Crète et ont pris la responsabilité d'aider les troupes ottomanes à défendre le fort Soubashi, à 5 km au sud-ouest de Canea, contre les forces de l'armée grecque et les insurgés chrétiens; le 30 mars, les fusiliers marins français ont pris part à une expédition internationale visant à protéger une source d'eau douce au fort. Fin mars, le cuirassé britannique HMS Rodney a bombardé les insurgés qui tentaient de miner les murs du fort ottoman de Kastelli-Kissamos, les repoussant, et l'Escadron international a débarqué 200 Royal Marines et 130 marins et marines austro-hongrois pour réaménager le fort et démolir les bâtiments voisins qui avaient servi de couverture à l'effort de minage. Ailleurs, le cuirassé italien Ruggiero di Lauria a mis fin à une menace des insurgés crétois à Heraptera (maintenant Ierapetra) en menaçant de les bombarder,,,.
Après les actions de la fin mars 1897, l'Escadron international et les divers contingents militaires européens à terre craignaient une attaque insurrectionnelle majeure contre les villes tenues par les forces européennes, mais aucune ne s'est produite ; en fait, après les bombardements de l'Escadron international à la fin mars, les opérations insurrectionnelles organisées contre les forces ottomanes et européennes ont pris fin, les hostilités se limitant par la suite à des tireurs d'élite occasionnels,. Les amiraux de l'Escadron international ont tenu une revue des troupes de la force d'occupation internationale à Canea le 15 avril 1897, probablement pour impressionner les habitants locaux avec la puissance militaire que les Grandes Puissances pouvaient mettre en œuvre pour imposer la paix sur l'île. Cependant, le 21 avril 1897 encore, le cuirassé britannique HMS Camperdown mouillait au large de Canea - où les troupes ottomanes, les civils musulmans et une force de soldats britanniques et italiens étaient assiégés par une population estimée à 60 000 insurgés - pour dissuader les insurgés qui avaient commencé une manifestation avec deux pièces d'artillerie qui menaçaient la ville.

### Guerre gréco-turque de 1897
Pendant ce temps, la guerre gréco-turque de 1897, aussi connue comme la guerre de Trente Jours, avait éclaté sur le continent européen, avec les forces grecques traversant la frontière en Macédoine ottomane le 24 mars 1897, suivi par une déclaration de guerre officielle le 20 avril. Comme les grandes puissances s'y attendaient, la guerre s'est rapidement terminée par une défaite désastreuse de la Grèce, et un cessez-le-feu est entré en vigueur le 20 mai 1897. Bloqué par les actions de l'Escadron international et incapable d'avancer au-delà du fort Soubashi pour menacer Canea ou pour recevoir des renforts ou du ravitaillement face au blocus, Vassos, qui n'a pas fait grand-chose depuis février, n'accomplit plus rien pendant la guerre et quitte la Crète le 9 mai 1897. L'accord de cessez-le-feu qui a mis fin aux hostilités sur le continent européen exigeant que toutes les forces grecques quittent la Crète, son corps expéditionnaire embarque sur le croiseur protégé britannique HMS Hawke à Platanias le 23 mai 1897 et se retire de l'île. Le 20 septembre 1897, la Grèce et l'Empire ottoman signent le traité de Constantinople, mettant officiellement fin à leur guerre.

### En quête de paix
Malgré les événements sur le continent européen, l'insurrection chrétienne en Crète se poursuit. Cependant, la menace militaire pour les puissances européennes a tellement diminué après mars 1897 que l'eEscadron international et les forces d'occupation à terre ont pu tourner leur attention vers des activités cérémonielles au printemps, comme un défilé en l'honneur de la participation italienne à l'intervention le 4 mai 1897 et une célébration du jubilé de diamant de la reine Victoria le 22 juin 1897.

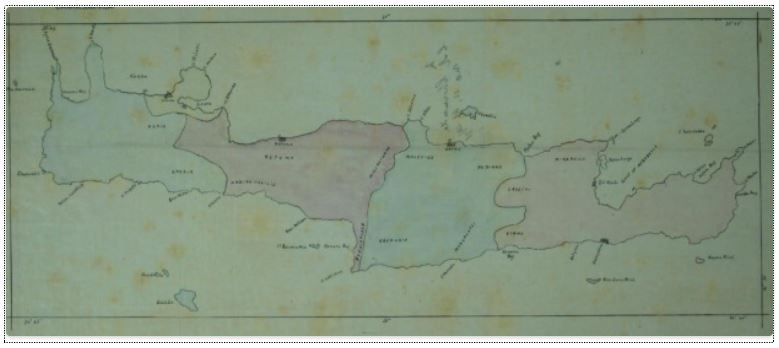
Carte de la Crète d'avril 1898 du major général Herbert Chermside montrant les zones d'occupation et les responsabilités du blocus pour les quatre pays restants après le retrait de l'Autriche-Hongrie et de l'Allemagne. Les zones sont, de gauche à droite, celles de l'Italie, de l'Empire russe, du Royaume-Uni et de la France. Canea et la baie de Souda restent sous le contrôle international des quatre pays.

La situation militaire sur l'île étant calme, le Conseil des amiraux tente d'établir un accord de travail entre les insurgés et les forces ottomanes sur l'île qui mettrait fin à la révolte sans que les forces ottomanes aient à quitter la Crète. Cela s'avère impossible. Le Conseil des amiraux décide alors de résoudre la situation en créant un nouvel État crétois autonome qui gèrera ses propres affaires internes mais restera sous la suzeraineté de l'Empire ottoman. L'Allemagne, de plus en plus sympathique à l'Empire ottoman, n'est pas du tout d'accord avec cette décision et se retire de la Crète et de l'Escadron international en novembre 1897. L'Autriche-Hongrie part également en mars 1898. Bien que le départ des navires et des troupes allemands et austro-hongrois affaiblisse l'Escadron international et les forces d'occupation, les quatre autres grandes puissances poursuivent le blocus et l'occupation, divisant la Crète en zones de responsabilité entre elles. L'Italie prend la responsabilité de la partie ouest de l'île, la Russie de la partie centre-ouest, le Royaume-Uni de la partie centre-est, et la France de la partie est de l'île, tandis que Canea et la baie de Souda restent sous contrôle conjoint et multinational,,.
Ayant décidé de créer l'État crétois, le Conseil des amiraux s'est efforcé, au printemps 1898, de trouver quelqu'un pour occuper le poste de haut-commissaire du nouvel État. Ils ont offert le poste au vice-amiral Canevaro, mais celui-ci a refusé l'offre et a quitté l'Escadron international pour prendre ses fonctions le 1er juin 1898 comme ministre de la Marine d'Italie. Le contre-amiral français Édouard Pottier lui succède à la tête de l'escadron et comme président du Conseil des amiraux, et la recherche d'un haut-commissaire se poursuit.
Entre-temps, au printemps 1898, les puissances ont commencé à assouplir le blocus, à réduire leur présence dans l'Escadron international et à diminuer leurs forces d'occupation à terre en Crète; par exemple, la présence britannique est tombée à un bataillon de l'armée britannique à terre et à un cuirassé (généralement ancré dans la baie de Souda), un croiseur et une canonnière en station. La situation en Crète étant calme, le commandant britannique des forces sur et autour de la Crète, le contre-amiral Gerard Noel (1845-1918) - qui a relevé le contre-amiral Robert Harris (1843-1926) de cette fonction le 12 janvier 1898 - a retiré son drapeau de Crète et a délégué son siège au Conseil des amiraux à l'officier qui était l'officier naval supérieur britannique en Crète au moment de chaque réunion du Conseil, ce qui a entraîné de fréquents changements dans la représentation britannique. Pour sa part, le conseil a commencé à relâcher le contrôle qu'il exerçait auparavant sur les affaires de la Crète, permettant une plus grande autonomie dans la prise de décision des officiers de rang inférieur de la force d'occupation lorsqu'ils s'occupent des affaires de la Crète. Le 25 juillet 1898, le Conseil des amiraux a pris la décision majeure de confier l'administration civile de la Crète, à l'exception des villes sous occupation internationale, à l'Assemblée chrétienne, qui devait devenir le corps législatif de l'État crétois.

### Émeute de Candia
Les insurgés crétois n'ont payé aucun impôt pendant la révolte et, comme seuls les habitants musulmans des villes crétoises étaient soumis à l'impôt, le financement de l'administration de l'île devenait de plus en plus difficile. Finalement, le Conseil des amiraux décide de placer les douanes de Crète sous le contrôle des Britanniques afin que ces derniers puissent prélever un droit d'exportation qui financerait le bien-être général de l'île. Ils ordonnent aux Ottomans de rendre les postes de douane et prévoient de remplacer les fonctionnaires et les employés musulmans des postes par des chrétiens crétois. La prise de contrôle des postes de douane de Canea et de Réthymnon le 3 septembre 1898 s'est déroulée sans incident.
Toutefois, lorsque les Britanniques tentent de prendre le contrôle du bureau de douane de Candia (aujourd'hui Héraklion) le 6 septembre, une violente résistance éclate parmi les habitants musulmans, qui estiment qu'ils sont contraints de payer pour que les chrétiens prennent le contrôle de leurs privilèges. Alors que seul un détachement de 130 hommes de la Highland Light Infantry de l'armée britannique se trouvait à terre et que le torpilleur HMS Hazard de la Royal Navy était le seul navire de guerre présent dans le port, des foules musulmanes ont affronté les fonctionnaires, les soldats et les marins britanniques au port et au poste de douane, ont commencé à massacrer les habitants chrétiens et ont ouvert un feu nourri sur le personnel militaire britannique au port et, peu après, sur le campement et l'hôpital britanniques à l'extrémité ouest de la ville. Le Hazard débarque des renforts et commence à bombarder la ville pour soutenir les forces britanniques assiégées à terre. La pression exercée sur les forces britanniques à l'entrée du port est devenue si forte qu'elles se sont retirées sur le navire de distillation d'eau SS Turquoise dans le port,. Les musulmans autour du poste de douane et du port n'ont pas cessé le feu jusqu'à ce que les troupes ottomanes dirigées par le gouverneur ottoman local, Edhem Pacha (1851-1909), apparaissent finalement en fin d'après-midi pour rétablir l'ordre. Lorsque les forces britanniques du camp et de l'hôpital se sont repliées sur le fort ottoman à l'ouest de la ville, les troupes ottomanes sont finalement intervenues là aussi pour réprimer les troubles, qui ont pris fin en début de soirée. Les forces ottomanes n'ont par ailleurs fait aucun effort pour aider les Britanniques, protéger les civils chrétiens ou maintenir l'ordre pendant l'émeute. Les estimations du nombre de morts au cours de la journée varient ; les Britanniques ont eu entre 14 et 17 militaires et au moins trois civils tués et entre 27 et 39 militaires blessés, et les musulmans ont massacré entre 153 et près d'un millier de chrétiens, selon différentes sources,,,.

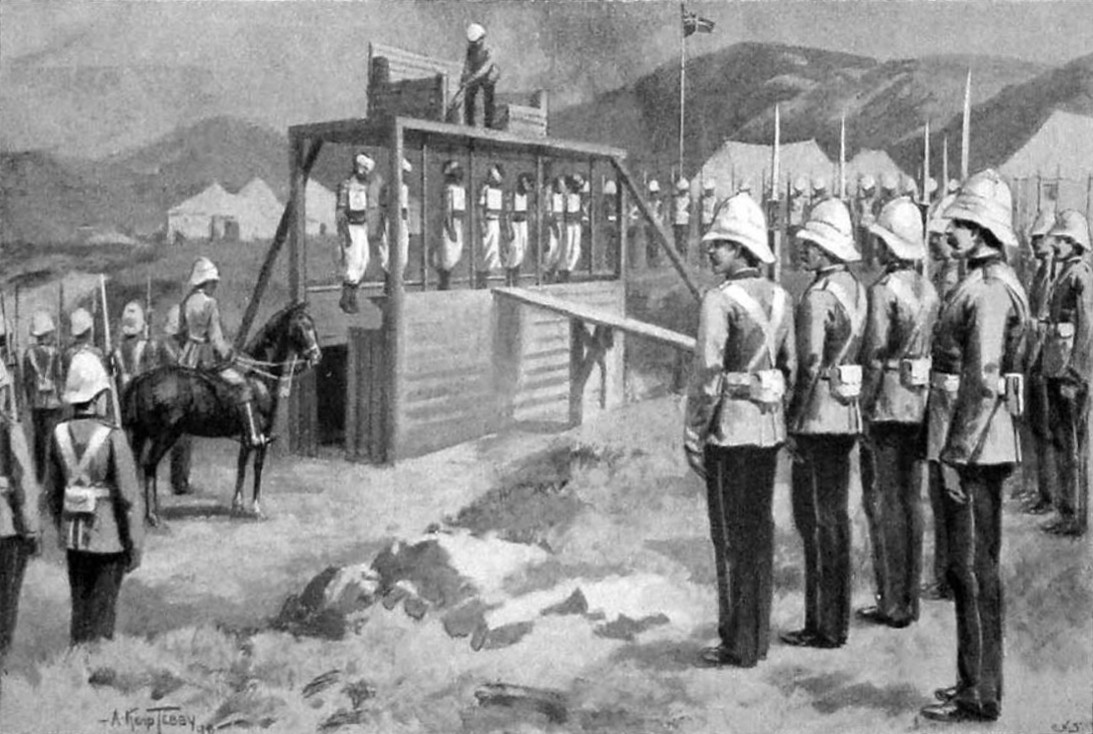
Illustration de la pendaison, le 18 octobre 1898, des sept premiers hommes condamnés pour le meurtre de sujets britanniques lors de l'émeute de Candia. (Illustration tirée de The Graphic, 5 novembre 1898).

Après une nuit tendue, des renforts sont arrivés sous la forme du cuirassé britannique HMS Camperdown le 7 septembre, qui a débarqué une équipe de Royal Marines. Des navires de guerre français, italiens et russes arrivent également, et l'Autriche-Hongrie - bien que ne faisant plus partie de l'Escadron international - envoie le croiseur-torpilleur SMS Leopard sur les lieux. L'Escadron international a débarqué 300 fusiliers marins français et des troupes de montagne italiennes de Canea à Candia. Les forces de l'armée britannique ont également commencé à affluer dans la ville, et le 23 septembre, 2 868 soldats britanniques étaient présents.
Le commandant supérieur britannique de l'Escadron international, le contre-amiral Gerard Noel, est arrivé à Candia à bord de son navire amiral HMS Revenge - rejoint peu après par deux autres navires de guerre britanniques, le cuirassé HMS Illustrious et le croiseur protégé HMS Venus - le 12 septembre 1898. Il débarque immédiatement pour inspecter personnellement les lieux de l'émeute et ordonne au gouverneur ottoman, Edhem Pacha, de le rencontrer à bord du Revenge le matin du 13 septembre. Lors de cette rencontre, Noel ordonna à Edhem Pacha de démolir tous les bâtiments d'où les émeutiers avaient tiré sur le camp et l'hôpital britanniques, de désarmer toute la population musulmane de la ville, de payer tous les droits de douane dus depuis le 3 mai 1898 et de continuer à les payer quotidiennement, et de livrer les personnes principalement responsables de l'instigation de l'émeute afin qu'elles puissent être jugées ; lorsqu'Edhem Pacha refusa, le Camperdown et le Revenge organisèrent une manifestation qui vint à bout de sa réticence. Les fonctionnaires ottomans ont satisfait à toutes les demandes de Noel,.
Les Britanniques ont pris en charge les premiers hommes accusés de meurtre le 14 septembre et ont agi rapidement, jugeant ceux accusés d'avoir tué des militaires britanniques devant des cours martiales et ceux accusés d'avoir tué des civils britanniques devant un tribunal militaire britannique. Douze hommes sont reconnus coupables de meurtre de soldats britanniques et cinq de meurtre de civils britanniques, et les 17 hommes sont condamnés à la mort par pendaison. Détenus à bord du croiseur britannique protégé HMS Isis dans l'attente de leur procès et de leur exécution, les hommes ont été pendus publiquement dans des endroits bien en vue. Les sept premiers hommes condamnés pour le meurtre de militaires britanniques ont été pendus le 18 octobre, et les cinq derniers le 29 octobre, et les cinq hommes condamnés pour le meurtre de civils britanniques ont été pendus le 5 novembre. Deux hommes condamnés sous la juridiction italienne pour le meurtre de civils crétois ont été exécutés par un peloton d'exécution composé de trois hommes de chacune des quatre puissances, le 23 novembre, après quoi le recours à la peine de mort pour les tueurs de civils chrétiens a été abandonné.

### Évacuation des forces ottomanes
L'émeute de Candia a changé l'attitude de l'Escadron international vis-à-vis de la situation en Crète: auparavant, l'escadron considérait les insurgés chrétiens comme hostiles et considérait que son rôle principal était de soutenir et de protéger les forces ottomanes, mais le comportement peu coopératif des forces ottomanes pendant l'émeute changea la donne et l'escadron considéra désormais les Ottomans comme la force hostile. À la suite de l'émeute, le Conseil des amiraux décide que tous les habitants chrétiens et musulmans doivent être désarmés et que toutes les forces ottomanes doivent quitter la Crète. Les Ottomans sont dans l'impasse. La patience des Grandes Puissances a finalement été mise à rude épreuve le 4 octobre 1898, lorsqu'elles ont exigé que toutes les forces ottomanes quittent la Crète avant le 19 octobre. Acceptant en principe l'évacuation de leurs forces, mais s'opposant au calendrier de retrait exigé par le Conseil des amiraux et souhaitant qu'une petite force de troupes ottomanes reste en Crète pour garder le drapeau ottoman, les Ottomans ont continué à temporiser, mais ont finalement commencé à retirer leurs forces de l'île le 23 octobre. Ils interrompent toutefois ce retrait le 28 octobre, alors qu'environ 8 000 soldats ottomans sont encore sur l'île, afin d'éviter que l'Empire ottoman ne se retrouve dans l'embarras lors de la visite du Kaiser Guillaume II (1859-1941) à Constantinople. Sur l'insistance des Britanniques, pour punir le retard de l'évacuation, le Conseil des amiraux exige que le drapeau ottoman soit abaissé à Canea - ce qui est fait, le 3 novembre - et que toutes les troupes ottomanes quittent l'île avant le 5 novembre; au cas où elles ne le feraient pas, les puissances menaçaient de prendre des mesures pour couler tous les navires ottomans dans la baie de Souda et de bombarder et détruire la forteresse d'Izzeddin, puis d'étendre les bombardements à Canea, Hieraptra, Spinalonga, Kissamos et Rethymo, en exigeant du gouvernement ottoman qu'il verse des indemnités pour tout dommage résultant de ces actions,. L'Escadron international et les forces d'occupation à terre ont élaboré des plans pour mettre ces menaces à exécution; à Candia, par exemple, les plans prévoyaient que les forces britanniques à terre se retireraient sur la côte avec le soutien des forces insurgées chrétiennes crétoises et embarqueraient à bord des navires de l'Escadron international, après quoi le bombardement menaçant commencerait.
Les Ottomans ont répondu en reprenant l'évacuation de leurs troupes, mais après l'expiration du délai du 5 novembre, il restait environ 500 soldats ottomans à Candia. Les Britanniques ayant pris le contrôle administratif de Candia le 5 novembre, les troupes britanniques expulsent les troupes ottomanes restantes de leurs casernes le 6 novembre 1898 et veillent à ce que - supervisées par les officiers et les hommes des cuirassés britanniques HMS Revenge et HMS Empress of India - les dernières forces ottomanes en Crète embarquent sur la canonnière torpilleur britannique HMS Hussar pour être transportées à Salonique. Leur embarquement sur le Hussar met fin à 229 ans d'occupation ottomane de la Crète,,. Cependant, quelques troupes ottomanes restent sur place jusqu'en décembre 1898 pour superviser le retrait des munitions et du matériel ottoman, et jusqu'en décembre, des disputes éclatent entre les Ottomans et les puissances occupantes sur des questions telles que le nombre de troupes ottomanes pouvant rester sur place et les grades militaires qu'elles peuvent occuper.
Le 6 novembre 1898, alors que les dernières troupes de la garnison ottomane étaient parties, le Conseil des amiraux ordonna que le drapeau ottoman soit à nouveau hissé. Il a pris cette mesure pour indiquer aux Crétois musulmans que leurs droits seraient toujours respectés même sans la domination ottomane directe de la Crète.

### Transport du Prince George
Le 26 novembre 1898, le Conseil des amiraux offre officiellement le poste de haut-commissaire de l'État crétois au prince George de Grèce et du Danemark. Le Prince George accepte. Les dernières forces ottomanes ayant quitté la Crète, la dernière tâche de l'Escadron international consiste à organiser l'arrivée du Prince George sur l'île pour qu'il prenne ses fonctions, marquant ainsi la création du nouvel État. Des complications surviennent au sujet de son transport vers la Crète. Il avait initialement proposé d'arriver à bord du yacht royal grec, mais le Conseil des amiraux a rejeté cette idée. La Grèce a proposé qu'un navire de guerre de la marine grecque le transporte sur l'île, mais cette idée n'a pas non plus reçu l'approbation des amiraux de l'Escadron international. La Grèce a ensuite proposé qu'un navire marchand grec battant pavillon grec le transporte sur l'île, mais les quatre puissances ont également rejeté cette idée à l'unanimité. Finalement, le Conseil des amiraux informe le prince George que l'Escadron international l'amènera en Crète, avec un navire de guerre européen battant son propre pavillon national qui le portera, escorté par des navires de guerre des trois autres puissances battant leur propre pavillon national.
L'arrivée du prince George a été retardée à la dernière minute lorsqu'une dispute a éclaté entre les quatre puissances au sujet de la conception du drapeau du nouvel État crétois. Après que le dessin du nouveau drapeau ait été approuvé par les quatre puissances, les quatre vaisseaux amiraux des pays composant l'Escadron international - le croiseur protégé français Bugeaud avec à son bord le commandant principal de l'Escadron international, le vice-amiral Édouard Pottier ; le cuirassé italien Francesco Morosini, transportant l'amiral commandant les navires italiens de l'escadron ; le croiseur blindé russe Gerzog Edinburgski avec à son bord le commandant supérieur russe, le contre-amiral Nikolaï Skrydlov, et le cuirassé britannique HMS Revenge avec à son bord le commandant britannique, le contre-amiral Gerard Noel - font enfin route le 19 décembre 1898 vers Milos, où le prince George les attend sur son yacht. Il monte à bord du Bugeaud le 20 décembre. Escorté par les trois autres navires, le Bugeaud le conduit à Souda, où il débarque le 21 décembre 1898 pour prendre ses fonctions de haut-commissaire du nouvel État crétois. Son arrivée sur l'île met fin à 229 ans de domination ottomane directe de la Crète - ainsi qu'au contrôle de facto de l'île par le Conseil des amiraux,.
Le 26 décembre 1898, le Conseil des amiraux est officiellement dissous. Ses fonctions achevées, l'Escadron international se disperse.

## L'héritage
L'État crétois, créé par les décisions des amiraux de l'Escadron international alors qu'ils négociaient le statut de la Crète au nom de leurs gouvernements, a existé jusqu'en 1913. Des troupes étrangères ont continué à tenir garnison sur l'île jusqu'en 1909, et des navires de la Royal Navy y sont restés stationnés jusqu'en 1913. En 1913, après la victoire grecque dans la deuxième guerre balkanique, la Grèce a formellement annexé la Crète par le traité d'Athènes.

## Source
- (en) Cet article est partiellement ou en totalité issu de l’article de Wikipédia en anglais intitulé « [[:en:|]] » (voir la liste des auteurs).